# Basterotia elliptica
Basterotia elliptica är en musselart som först beskrevs av Recluz 1850.  Basterotia elliptica ingår i släktet Basterotia och familjen Sportellidae. Inga underarter finns listade i Catalogue of Life.